# Boat people

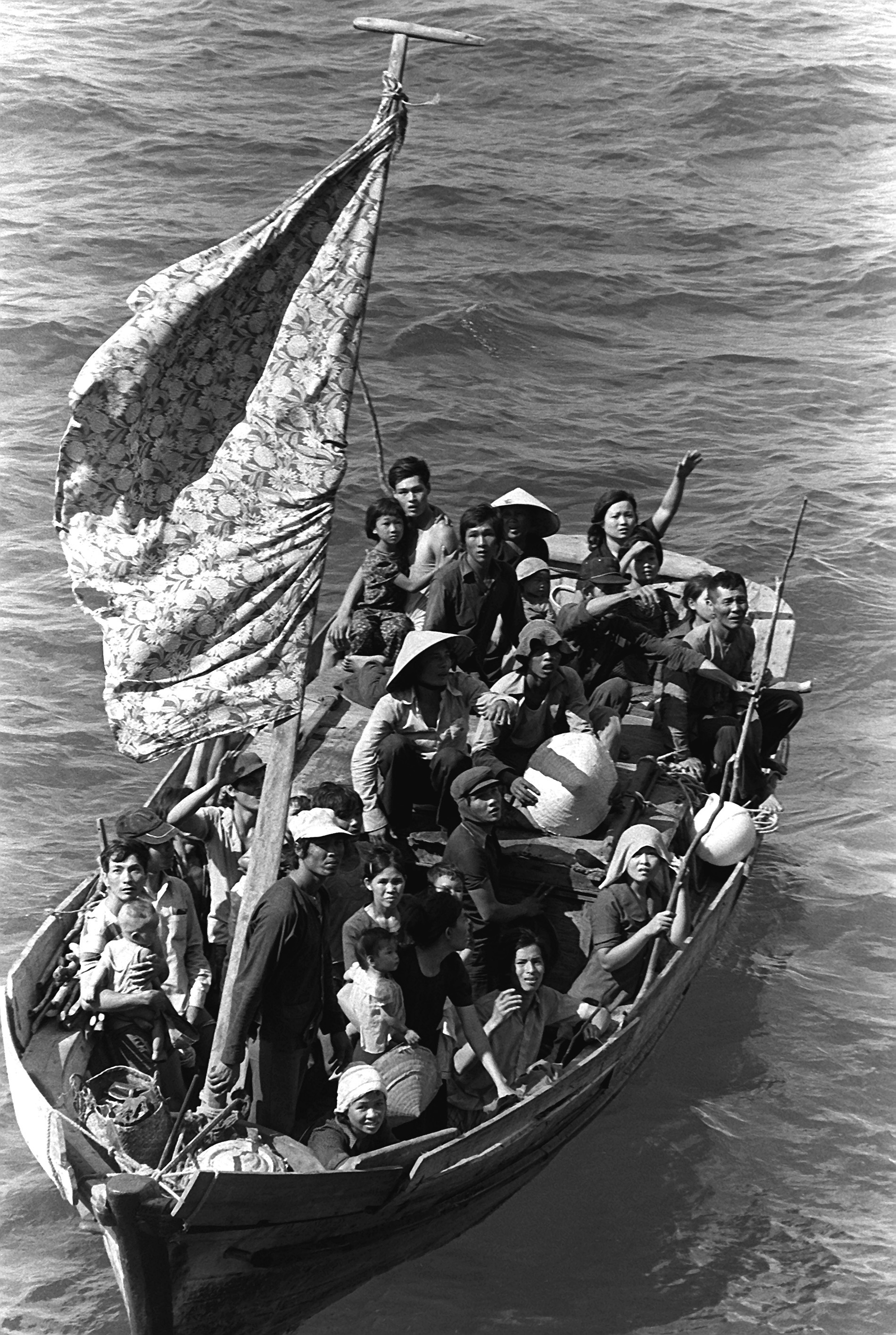
Boat people vietnamitas à espera de socorro.

Boat people referem-se aos refugiados que fugiram do Vietnã de barco e navio após a Guerra do Vietnã, especialmente durante 1978 e 1979, porém continuando até o início da década de 1990. 
O número de boat people que abandonaram o Vietnã e que chegaram com segurança em outro país totalizaram quase 800 mil entre 1975 e 1995. Muitos dos refugiados não conseguiram sobreviver ao trajeto, enfrentando o perigo e as dificuldades como piratas, barcos superlotados e as tempestades. Os primeiros destinos dos boat people foram os países do Sudeste Asiático: Hong Kong (então uma colônia da coroa britânica), Indonésia, Malásia, Filipinas, Singapura e Tailândia. A fuga em massa de centenas de milhares de boat people do Vietnã em 1978 e 1979 provocou uma crise humanitária internacional com os países do Sudeste Asiático cada vez mais indispostos a aceitar mais boat people em suas margens.
Após negociações e uma conferência internacional em 1979, o Vietnã concordou em limitar o fluxo de pessoas que saiam do país, os países do Sudeste Asiático concordaram em admitir os boat people temporariamente, e o resto do mundo, especialmente os países desenvolvidos, concordaram em assumir a maior parte os custos de cuidar dos boat people e reassentar-los em seus países.
A partir de campos de refugiados no Sudeste Asiático, a grande maioria dos boat people foram reassentados nos países desenvolvidos, mais de metade nos Estados Unidos e a maior parte dos restantes na Austrália, Canadá, França, Alemanha e Reino Unido. Várias dezenas de milhares foram repatriados para o Vietnã, voluntária ou involuntariamente.